# Заводнення з розрізанням на окремі площі

Заводнення покладів: а — законтурне; б — приконтурне; в — з розрізанням на окремі площі; г — блокове; ґ– осьове; д — кільцеве; е — центральне; є — осередкове

Заводнення з розрізанням на окремі площі — різновид внутрішньоконтурного заводнення. Систему з розрізанням покладу на окремі площі використовують на великих нафтових родовищах платформового типу з широкими водонафтовими зонами. Широкі водонафтові зони відрізають від основної частини покладу й розробляють їх за окремими системами. На середніх і невеликих за розміром покладах застосовують поперечне розрізання їх рядами нагнітальних свердловин на блоки — блокове заводнення. Ширина площ та блоків вибирається з урахуванням співвідношення коефіцієнтів в'язкості нафти й води та переривчастості пластів (літологічного заміщення) в межах до 3…4 км, усередині розміщують непарну кількість рядів видобувних свердловин (не більше ніж 5…7). Удосконаленням блокових систем можуть бути блоково-квадратні системиз періодичною зміною напрямів потоків води.